# COMMAND.COM

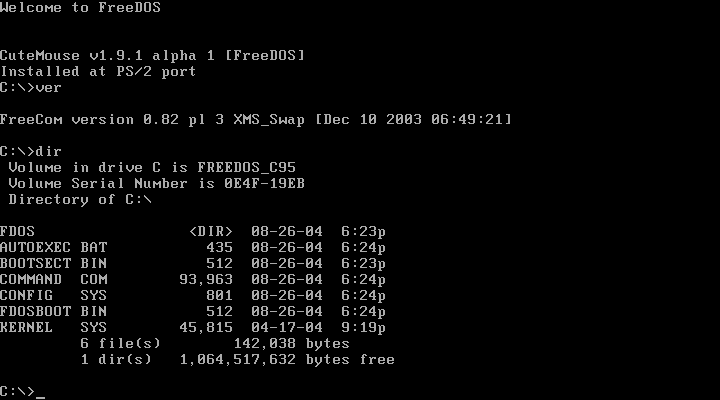
Příkazový řádek se shellem COMMAND.COM textového rozhraní FreeDOSu.

COMMAND.COM je jméno implicitního shellu pro DOS a implicitní interpret příkazového řádku v 16/32bitových verzích Microsoft Windows (95/98/Me). Při startu systému DOS je COMMAND.COM automaticky spuštěn a je automaticky proveden dávkový soubor AUTOEXEC.BAT. Je také rodičem všech následně spuštěných procesů.
Nástupcem programu COMMAND.COM je v systémech OS/2 a Windows NT program cmd.exe. Program COMMAND.COM je však v těchto systémech stále přítomen, aby bylo možné zajistit vyšší kompatibilitu se staršími programy, které jsou spouštěny v NT Virtual DOS machine.

## Operační režimy
Jako shell má COMMAND.COM dva režimy. První je interaktivní režim, ve kterém jsou vložené příkazy ihned zpracovány. Druhý je dávkový režim, který provádí příkazy předem zapsané v dávkovém souboru s příponou .BAT.

## Zadávání příkazů
Všechny vložené příkazy jsou provedeny po stisknutí klávesy Enter na konci zadaného řádku. Interpret COMMAND.COM nerozlišuje velikost písmen (anglicky case insensitive), takže příkazy mohou být vkládány bez ohledu na velká a malá písmena (všechny zápisy dir, DIR and DiR jsou stejný příkaz).
Chceme-li spustit program, není nutné zadávat příponu .BAT, .COM ani .EXE. Změna jednotky se provádí zadáním jejího jména následovaného dvojtečkou (tj. např. A:).

### Interní příkazy
Aby bylo možné pracovat se systémem i v případě, že nemáme k dispozici žádné externí programy (s příponami .COM a .EXE), jsou všechny základní příkazy prováděny samotným interpretem COMMAND.COM. Jsou to:
DIRvypíše soubory v (aktuálním) adresáři
CD, CHDIRzmění pracovní adresář nebo zobrazí aktuální adresář
COPYkopíruje soubor (pokud cíl existuje, zeptá se, zda ho má přepsat); viz také externí program XCOPY, který může kopírovat celé adresáře
REN, RENAMEpřejmenování souboru nebo adresáře
DEL, ERASEsmazání souboru; při použití na adresář smaže všechny obsažené soubory, ale neumí smazat adresáře rekurzivně nebo smazat samotný adresář
MD, MKDIRvytvoří adresář
RD, RMDIRsmaže adresář
VOLzobrazí informace o svazku
LABELzmění popisku svazku
VERIFYpovolí nebo zakáže kontrolu zápisu do souborů
TYPEzobrazí obsah souboru na konzoli
BREAKzapíná a vypíná přerušení pomocí Ctrl+C
CLSsmaže obrazovku
CHCPzobrazí aktuální znakovou stránku
CTTYdefinuje zařízení pro vstup a výstup
DATEnastaví datum
ECHOzapne nebo vypne zobrazování textu (ECHO ON) a (ECHO OFF); zobrazí text na obrazovce (ECHO text)
LH, LOADHIGHzavede program do horní paměti (anglicky upper memory) (HILOAD v DR DOSu)
LOCKpovolí externím programům přímý přístup na pevný disk (pouze Windows 95/98/Me)
PATHzobrazí nebo nastaví cestu PATH, kde COMMAND.COM hledá spustitelné soubory
PAUSEpozastaví provádění dávkového souboru a vyčká do stisknutí klávesy
PROMPTzobrazí nebo změní nastavení Promptu
SETnastaví proměnnou; bez parametru zobrazí všechny nastavené proměnné
TIMEnastaví čas
UNLOCKzakáže přímý přístup na disk (pouze Windows 95/98/Me)
VERzobrazí verzi operačního systému

### Nedokumentované příkazy
Některé verze MS-DOSu obsahují nedokumentované příkazy:
LFNFORpovolí nebo zakáže příkazu FOR vracet dlouhé názvy souborů (pouze Windows 95/98/Me)
TRUENAMEzobrazí skutečné jméno souboru (vynechá mapování pomocí SUBST a ASSIGN)

## Řídící struktury
Řídící struktury jsou využívány zejména v dávkových souborech, avšak mohou být využity i v interaktivním režimu.
:labeldefinuje návěští (cíl pro GOTO); musí být na začátku řádku
FORiterace: opakuje příkaz pro všechny zadané soubory
GOTOskok na návěští (viz výše)
REMkomentář: jakýkoliv následující text je až do konce řádku ignorován
IFpodmínka, umožňuje větvení programu
CALLvolání podprogramu v podobě jiné dávky; po vykonání pokračuje následujícím příkazem
EXITukončení COMMAND.COM a návrat do programu, který ho spustil; používá se k ukončení dávky
SHIFTposunutí všech parametrů z příkazového řádku o jednu pozici vlevo (tj. %0 bude %1, %1 bude %2 atd.)

## Proměnné
Dávkové soubory pro COMMAND.COM mají čtyři typy proměnných:
1. ERRORLEVEL - obsahuje návratový kód posledního spuštěného programu (celé číslo mezi 0 a 255). Většina programů má své konvence návratových kódů (například 0 pro úspěšné ukončení). Některé programy návratový kód nenastavují, takže v proměnné zůstane předcházející hodnota. Hodnotu ERRORLEVEL lze testovat pomocí podmínky IF.
2. proměnné prostředí - odkazuje se na ně pomocí formy %VARIABLE% a obsahují hodnotu zadanou příkazem SET. Většina verzí COMMAND.COM expanduje proměnné pouze v dávkovém režimu.
3. parametry z příkazového řádku - mají tvar %0, %1...%9 a obsahují název programu a jeho prvních 9 parametrů z příkazového řádku předané skriptu (tj. spuštěním "skript.bat jedna 2" obsahuje %0 "skript.bat", %1 obsahuje "jedna" a %2 obsahuje "2"). Parametry za devátým mohou být zpřístupněny pomocí příkazu SHIFT.
4. proměnné příkazu FOR - používají se ve smyčkách a mají v dávkách formát %%a. Tyto proměnné jsou definovány pouze uvnitř smyčky FOR a obsahují postupně všechny definované hodnoty.

## Přesměrování a roury
Přesměrování standardních proudů je v DOSu omezené. Protože je DOS jednoúlohový systém, je roura realizována sekvenčním (postupným) spuštěním příkazů, přičemž data se uchovávají v dočasném souboru. COMMAND.COM neposkytuje podporu pro práci se standardním chybovým výstupem. Přesměrování si řídí každý program sám, takže je funkční jen u některých příkazů (na rozdíl od unixových shellů, kde přesměrování řídí sám shell a programy je samy nezajišťují).
příkaz < filenamepřesměrování standardního vstupu příkazu na vstup ze souboru nebo zařízení
příkaz > filenamepřesměrování standardního výstupu příkazu; pokud cíl existuje, je přepsán
příkaz >> filenamepřesměrování standardního výstupu příkazu; pokud cíl existuje, je přidán za jeho konec
příkaz1 | příkaz2roura ze standardního výstupu příkaz1 do vstupu příkaz2

## Chyby a omezení
Délka příkazového řádku je omezena na 128 znaků. Po provedení příkazu vždy vrací pravdu (0).

## Kulturní odkazy
Zpráva "Loading COMMAND.COM" je zobrazena na průhledu Terminátora T-800 a v interním zobrazení RoboCopa, když se restartuje.
The COMMAND.COM je pozice autority v kresleném seriálu ReBoot.
command.com je webová stránka s obrázkem promptu, kde je spuštěn příkaz "DIR". Je to však pouze trik, který má uživatele přesvědčit, že je zobrazován obsah jeho disku. Ve výstupu příkazu je však chyba, protože adresáře . a .. nejsou při zobrazení kořenového adresáře vypisovány.